# نادي شباب دورا
نادي شباب دورا (بالإنجليزية: Shabab Dora)‏ هو نادي كرة قدم فلسطيني تأسس عام 1943 في مدينة دورا بمحافظةالخليل،يلعب في الدوري الفلسطيني الممتاز للضفة الغربية

## الإنجازات
المشاركات في الأنشطة الرياضية .